# Hans Bronsart von Schellendorff
Hans Bronsart von Schellendorff (také uváděný jako Hans von Bronsart; 11. února 1830, Berlín – 3. listopadu 1913, Mnichov) byl německý hudební skladatel, dirigent a klavírista, žák a přítel Franze Liszta.

## Život a dílo
Pocházel z pruské vojenské šlechtické rodiny. Vystudoval Berlínskou univerzitu a klavír u Adolpha Jullacka. Roku 1853 se setkal s Lisztem a stal se jeho žákem a členem jeho okruhu přátel, kam tehdy patřili také Hector Berlioz a Johannes Brahms. Liszt mu věnoval svůj 2. klavírní koncert, při jehož premiéře hrál Bronsart von Schellendorff klavírní part.
Po skončení studií Hans Bronsart von Schellendorff pracoval jako dirigent v Lipsku a Berlíně. Poté v letech 1867 až 1887 byl ředitelem Královského divadla v Hannoveru a podobný post zastával ve Výmaru od roku 1887 do odchodu na odpočinek v roce 1895.
Roku 1861 se Bronsart oženil s Ingeborg Bronsartovou von Schellendorfovou, rozenou Starckovou (1840–1913), rovněž hudební skladatelkou.
Hans Bronsart von Schellendorff je mimo jiné autorem klavírního koncertu, jehož si velmi cenil Hans von Bülow, klavírního tria, opery Korsár, kantáty Štědrovečerní noc, dvou nedochovaných symfonií a řady komorních skladeb. Podílel se také na libretu opery Hiarne.